# Grzegorz Damięcki
Grzegorz Damięcki (ur. 15 listopada 1967 w Warszawie) – polski aktor i muzyk.

## Życiorys
Jest synem reżyserki Barbary Borys-Damięckiej i aktora Damiana Damięckiego, wnukiem aktorów Ireny i Dobiesława Damięckich, bratankiem aktora Macieja Damięckiego oraz kuzynem aktorów Matyldy i Mateusza Damięckich. Wraz z rodziną mieszkał przy ul. Ogólnej na osiedlu Słodowiec w dzielnicy Bielany. Dorastał na warszawskim Żoliborzu. Jako nastolatek był żoliborskim punkiem. Przez pięć lat uczęszczał do XXII Liceum Ogólnokształcącego im. Jose Marti w Warszawie (powtarzał drugą klasę). W liceum był współzałożycielem zespołu muzycznego Lawa, który w swoich utworach przekazywał zaangażowane politycznie teksty i inspirował się twórczością Električni orgazam, Sex Pistols, The Clash i Joy Division. Po maturze złożył dokumenty do ASP, gdzie został dobrze oceniony i przyjęty. Wcześniej jednak zdał egzamin i dostał się do Państwowej Wyższej Szkoły Teatralnej w Warszawie. 
W warszawskiej PWST wystąpił w spektaklach dyplomowych – Fredraszki Aleksandra hr. Fredry (1990) w reżyserii Jana Englerta w roli Michała, Ludmira i Wacława, Nasze miasto Thorntona Wildera (1991) w reż. Zbigniewa Zapasiewicza i Iwona, księżniczka Burgunda Witolda Gombrowicza (1991), który przygotował Mariusz Benoit w roli Cyryla. Zadebiutował na scenie teatralnej jeszcze podczas studiów w roli Wacka w Firmie Mariana Hemara (1991) w reż. Edwarda Dziewońskiego u boku Ewy Wiśniewskiej, Leonarda Pietraszaka i Zygmunta Kęstowicza w Teatrze Ateneum, z którym związał się na stałe po ukończeniu studiów w 1991. W Teatrze Ateneum zagrał kilkadziesiąt ról – klasycznych, współczesnych, komediowych i dramatycznych, w tym Burza Williama Shakespeare’a (1991) w reż. Krzysztofa Zaleskiego w roli Adriana, Kupiec wenecki Shakespeare’a (1996) w reż. Waldemara Śmigasiewicza jako Lorenzo, Opowieści Lasku Wiedeńskiego Ödöna von Horvátha (1998) w roli Oskara w reż. Agnieszki Glińskiej,Ja, Feuerbach Tankreda Dorsta (2013) jako bezduszny asystent reżysera w reż. Piotra Fronczewskiego, Nastazja Filipowna Fiodora Dostojewskiego (2013) w roli Myszkina w reż. Andrzeja Domalika, Demon teatru, czyli mniejsza o to Bogusława Schaeffera (2015) w reż. Andrzeja Domalika w roli inspektora Ruchu Teatralnego, Gra w życie Maxa Frischa (2018) w reż. Aleksandra Kaniewskiego w roli Hannesa Kürmanna, Ława przysięgłych Ivana Klímy (2020) w reż. Jakuba Krofty jako Lobbysta, Wzrusz moje serce Hanocha Levina (2023) w reż. Artura Tyszkiewicza jako Pszoniak i Wariacje enigmatyczne Érica-Emmanuela Schmitta (2023) w reż. Artura Tyszkiewicza w roli Erika Larsena. W kameralnej przestrzeni dialogu łączącego widzów i aktorów Teatr Scena na Krakowskim Przedmieściu w Warszawie wziął udział w spektaklu Psalmy Króla Dawida (2016), gdzie wyboru tekstów dokonał Piotr Matywiecki i wystąpili: Anna Seniuk, Małgorzata Kaczmarska, Krzysztof Gosztyła i Andrzej Ferenc.
Zadebiutował na kinowym ekranie w dramacie historycznym Juliusza Machulskiego Szwadron (1992). Potem zagrał niewielką rolę hauptscharführera Kundera w dramacie wojennym Stevena Spielberga Lista Schindlera (Schindler’s List, 1993), Włodka w komediodramacie Andrzeja Barańskiego Horror w Wesołych Bagniskach (1995) według powieści Michała Choromańskiego, adwokata Bourgesa w dramacie biograficznym Jerzego Antczaka Chopin. Pragnienie miłości (2002) i Wacława Paszkowskiego w dramacie Jana Jakuba Kolskiego Pornografia (2003) na podstawie powieści Witolda Gombrowicza. Grał także w serialach, w tym Dom Jana Łomnickiego (2000) jako Artur, partner Danusi (Magdalena Stużyńska) w szkole tańca, Defekt Macieja Dutkiewicza (2005) w roli dziennikarza Andrzeja Krauza, narzeczonego prokurator Elżbiety Gintner (Magdalena Cielecka), Czas honoru (2012) jako major Zwonariew vel „Bocian”, Bodo (2016) jako dyrektor „Czarnego Kota” Feliks Lande, Belfer (2016) w roli Grzegorza Molendy, ojca Sebastiana, Jaśka i Julki czy Nieobecni (2020) jako Paweł Borkowski. Brał udział w realizacjach Teatru Telewizji i słuchowiskach Teatru Polskiego Radia, a także nagrywał role dubbingowe.

## Życie prywatne
W 1991 zawarł związek małżeński z Dominiką Laskowską, kostiumolożką i scenografką, z którą ma troje dzieci: syna Antoniego oraz dwie córki – Aleksandrę i Janinę (ur. 2017).

## Filmografia
- 2025: Miasto Mrozów[5]
- 2024: Supersiostry jako ojciec Ali
- 2024: Nieobliczalna jako Radek
- 2023: Dziewczyna i kosmonauta jako pułkownik Wiktor Rosa „Raven”
- 2023: Furia jako Mateusz Krajewski
- 2023: Wyrwa jako Kamil Wojnar
- 2022: Fucking Bornholm jako Dawid Nowak
- 2022: Marta Grall jako rektor
- 2020: Nieobecni jako Paweł Borkowski
- 2020: W głębi lasu jako Paweł Kopiński
- 2019: Szóstka jako Marcin Małecki, mąż Beaty
- 2018: Nielegalni jako Konrad Wolski
- 2018: Podatek od miłości jako Marian
- 2017: Atak paniki jako pan młody Dawid
- 2017: 60 kilo niczego jako Krzysztof Kowalik
- 2017: Wataha (sezon 2) jako porucznik ABW Krzysztof Halman
- 2016: Po prostu przyjaźń jako Doktor Roman
- 2016: Bodo jako Feliks Lande
- 2016: Belfer jako Grzegorz Molenda
- 2015: Pakt jako Tomasz Nawrot
- 2012: Ojciec Mateusz jako Konrad Jarecki (odc. 96)
- 2012: Czas honoru jako Bocian vel major Zwonariew
- 2010: Hotel 52 jako psychoterapeuta Adam Zarzycki (odc. 14, 18 i 20)
- 2009: Dziadek do orzechów  śpiewał z Joanną Nowińską kolędę „Gdy się Chrystus rodzi”
- 2008: Stygmatyczka (Scena Faktu Teatru Telewizji) jako lejtnant Durmanichin
- 2007: Oskarżeni. Śmierć sierżanta Karosa (Scena Faktu Teatru Telewizji) jako oficer przesłuchujący ks. Zycha
- 2007: Futro jako Robert Makowiecki
- 2006: Jasminum jako brat Śliwa
- 2003: Pornografia jako Wacław Paszkowski
- 2003–2005: Defekt jako Andrzej Krauz
- 2002: Chopin. Pragnienie miłości jako adwokat Bourges
- 2000: Dom jako tancerz Artur
- 2000: Daleko od okna jako wysłannik Reginy
- 1995: Sukces jako Grzegorz Kranach
- 1995: Horror w Wesołych Bagniskach jako Włodek
- 1994: Oczy niebieskie jako Jacek
- 1993: Żywot człowieka rozbrojonego jako Michał Łubień
- 1993: Straszny sen Dzidziusia Górkiewicza jako przedsiębiorca
- 1993: Lista Schindlera jako sierżant SS Kunder
- 1992: Szwadron

## Dubbing
- 2000: 102 dalmatyńczyki – Kevin Shepherd
- 2004: Lemony Snicket: Seria niefortunnych zdarzeń – Lemony Snicket
- 2005: Opowieści z Narnii: Lew, czarownica i stara szafa – pan Tumnus
- 2008: Przygody Sary Jane (nowsza wersja dubbingu) – Haresh Chandra
- 2012: Avengers – Bruce Banner / Hulk
- 2013: Iron Man 3 – Bruce Banner
- 2013: Thor: Mroczny świat – Fandral
- 2014: Syn Boży – Jan
- 2015: Avengers: Czas Ultrona – Bruce Banner / Hulk
- 2015: Kraina jutra – Eddie Newton
- 2015: Gwiezdne wojny : Przebudzenie mocy – Snoke[6]
- 2017: Thor: Ragnarok – Bruce Banner / Hulk
- 2017: Gwiezdne wojny: Ostatni Jedi – Snoke
- 2018: Avengers: Wojna bez granic – Bruce Banner
- 2019: Kapitan Marvel – Bruce Banner
- 2019: Avengers: Koniec gry – Bruce Banner/ Professor Hulk
- 2020: Naprzód – Iwo Mrygacz
- 2021: A gdyby…? – Bruce Banner / Hulk
- 2021: Shang-Chi i legenda dziesięciu pierścieni – Bruce Banner

## Nagrody i wyróżnienia
- 1991: Wyróżnienie jury IX Przeglądu Przedstawień Dyplomowych Szkół Teatralnych w Łodzi za rolę w spektaklu Fredraszki
- 2007: Nagroda Feliks Warszawski za rolę drugoplanową w spektaklu Teatru Ateneum Album rodzinny
- 2022: tytuł Mistrz Mowy Polskiej[7]